# Центр Жирафи
Центр Жирафи розташований у Лангаті, приблизно за 5 кілометрів від центру Найробі в Кенії.  Він був створений для захисту жирафи Ротшильда (Giraffa camelopardalis rothschildi), - найбільшої і найрідкіснішої жирафи в Кенії, яка знаходиться під загрозою зникнення, та зустрічається лише в саванах Східної Африки.
Його започаткував Джок Леслі-Мелвілл, онук шотландського графа, коли він і його дружина Бетті започаткували програму розведення жирафів у неволі у своєму будинку, де сьогодні знаходиться штаб-квартира центру.

## Маєток жирафи
Разом з Центром Жирафи є місцем реалізації програми зі збереження жирафи Ротшильда. Тут їх розводять і випускають у дику природу, щоб забезпечити існування підвиду. Садиба була спроектована на зразок шотландського мисливського будиночка.
Збудована у 1932 році сером Девідом Дунканом, членом родини Макінтошей, яка володіла відомою кондитерською торговою маркою, на придбаному ним 61 гектарі землі на березі річки Мбагаті біля південного кордону Найробі. У 1960 році садиба була придбана інвестором, який здавав її в оренду .
У 1974 році будинок разом з 6,1 гектара землі придбали подружжя Джок і Бетті Леслі-Мелвілс, потім вони придбали ще 24 гектари; ще 16 гектарів було придбано та подаровано Пітером Бірдом. Таким чином територія садиби склала близько 47 гектарів землі. Незабаром після купівлі садиби, Бетті Леслі-Мелвілз дізналася, що землю єдиного місця проживання жирафів Ротшильда в Кенії, поряд з Елдорет, держава розпродає під господарську діяльність. Це призвело б до неминучого зникнення підвиду.
На території своєї садиби подружжя створило центр із порятунку цих тварин. Нині центр знаходиться під егідою Африканського фонду захисту диких тварин, що зникають, заснованого в 1972 році Джоком Леслі-Мелвілсом. За традицією вихованцям тут дають імена на честь людей, які зробили значний внесок у роботу фонду.
У 1983 році син Бетті Леслі-Мелвілс від першого шлюбу, Рік Андерсон разом із дружиною переїхав до садиби, і наступного року відкрив невеликий готель, де гості могли годувати жирафів через передні двері та з вікон спалень.
У садибі шість спалень, одна з яких мебльована речами, заповіданими письменницею Карен Бліксен. Усі доходи від готелю витрачаються на проекти фонда.
У садибі зупинялися Мік Джаггер, Уолтер Кронкайт, Джонні Карсон, Брук Шилдс, Річард Чемберлен, Річард Бренсон, Еван Макгрегор і Чарлі Бурман. У березні 2009 року садибу придбали подружжя Майки та Таня Карр-Хартлі. Нині садиба є частиною готельної мережі Tamimi Group.